# Dichostereum
Dichostereum is een geslacht van schimmels behorend tot de familie Peniophoraceae. Het lectotype is Dichostereum durum.

## Soorten
Volgens Index Fungorum telt het geslacht 14 soorten (peildatum maart 2023):
| Soortnaam                                   | Auteur(s)                        | Publicatiejaar |
| ------------------------------------------- | -------------------------------- | -------------- |
| Dichostereum austrosinense                  | S.H. He & S.L. Liu               | 2018           |
| Dichostereum boidinii                       | S.H. He & S.L. Liu               | 2018           |
| Dichostereum boreale                        | (Pouzar) Ginns & M.N.L. Lefebvre | 1993           |
| Dichostereum durum                          | (Bourdot & Galzin) Pilát         | 1926           |
| Dichostereum eburneum                       | S.H. He & S.L. Liu               | 2018           |
| Dichostereum effuscatum (Geweicelkorstzwam) | (Cooke & Ellis) Boidin & Lanq.   | 1977           |
| Dichostereum induratum                      | (Berk.) Pilát                    | 1926           |
| Dichostereum kenyense                       | Boidin & Lanq.                   | 1981           |
| Dichostereum orientale                      | Boidin & Lanq.                   | 1981           |
| Dichostereum pallescens                     | (Schwein.) Boidin & Lanq.        | 1977           |
| Dichostereum peniophoroides                 | (Burt) Boidin & Lanq.            | 1977           |
| Dichostereum ramulosum                      | (Boidin & Lanq.) Boidin & Lanq.  | 1977           |
| Dichostereum rhodosporum                    | (Wakef.) Boidin & Lanq.          | 1977           |
| Dichostereum sordulentum                    | (Cooke & Massee) Boidin & Lanq.  | 1981           |